# Monodelphis kunsi
Monodelphis kunsi är en pungdjursart som beskrevs av Leo Pine 1975. Monodelphis kunsi ingår i släktet pungnäbbmöss och familjen pungråttor. IUCN kategoriserar arten globalt som livskraftig. Inga underarter finns listade.
Pungdjuret förekommer i Bolivia, i norra Paraguay, i norra Argentina och i en avskild region i Brasilien. Arten vistas i olika habitat som skogar och gräsmarker.
En individ som blev uppmätt vid artens upptäckt var med svans 113 mm lång, hade en 42 mm lång svans och bakfötterna samt öronen var 12 mm långa. Så är arten mindre än alla andra släktmedlemmar. Den korta pälsen har på ovansidan en brun färg och undersidan är täckt av ljusare päls med några vita fläckar. Även svansen har en mörk ovansida och en ljusbrun undersida. På svansen förekommer fina hår med undantag av svansspetsen. Fram till 1980-talet var inga honor kända och det antas att de liksom andra honor från släktet Monodelphis saknar pung (marsupium).
På grund av tanduppsättningen antas att arten har ett liknande levnadssätt som näbbmöss och att den äter smådjur. Artepitet i det vetenskapliga namnet hedrar Dr. Merle L. Kuns som hittade holotypen.